# 55 Dias em Pequim
55 Dias em Pequim (em inglês:  55 Days at Peking) é um filme estadunidense de 1963, dos gêneros drama, guerra e ficção histórica, dirigido por Nicholas Ray, Guy Green e Andrew Marton.
O tema é a Revolta dos Boxers e a consequente partilha da China entre as potências capitalistas, no início do século 20.

## Sinopse
Na China de 1900, submetida à voragem das potências colonialistas, o bairro onde se localizam as embaixadas estrangeiras é atacado pelos boxers - guerrilheiros nacionalistas (como forte acento xenófobo) - que lutam contra os dominadores estrangeiros, com o apoio (oficioso) da imperatriz Tzu-Hsi.
O ataque serve de pretexto para que o país seja invadido por um exército internacional composto por ingleses, estadunidenses, franceses, russos, alemães, japoneses e outras nacionalidades. Segue-se uma feroz repressão, com várias execuções públicas.
O filme de Nicholas Ray (que se reserva o papel de cônsul norte-americano) é uma ode às "razões do Colonialismo". Nele, os colonialistas são os heroicos defensores da Civilização, os chineses (construtores de uma cultura milenar) são um povo atrasado e inferior, e os boxers não passam de bandidos "terroristas".
O ultraconservador, Charlton Heston, está à vontade no papel de um militar estadunidense, que se apaixona por uma aristocrata russa (a bela Ava Gardner), mas a rejeita por ela ter cometido o "sacrilégio" de dormir com um chinês. Leo Genn, que foi Petrônio em "Quo Vadis", aparece caracterizado como chinês, enquanto David Niven encarna o polido embaixador britânico.

## Elenco
- Charlton Heston - Major Matt Lewis
- Ava Gardner - Natascha Ivanoff
- David Niven - Sir Arthur Robertson
- Leo Genn - General Jung-Lu
- Paul Lukas - Dr. Steinfeldt
- Massimo Serato - Garibaldi
- Jacques Sernas - Maj. Bobrinski